# 日本放射暖冷房協会
一般社団法人日本放射暖冷房協会（にっぽんほうしゃだんれいぼうきょうかい、英語:Japan Radiant Heating and Cooling Association）は、暖冷房放射パネルにおける性能試験方法の標準化と施工認定制度の確立を目指す日本の社団法人。本拠地を東京都豊島区に置き、会長は東京都市大学名誉教授宿谷昌則、代表理事はエコミナミ佐藤央。

## 概要
同協会は放射冷暖房の快適性や省エネ性を安全に届けることを目的とし、設置工事会社や放射パネルおよび熱源機メーカーが知見を結集させることで、進化する高断熱住宅に必須となる製品提供を目指し、ひいては国民住生活において、快適及び省エネ環境の提供を図ることを目的とし、性能評価方法の標準化に向け、業界統一規格を定め、JIS化を目指す目的で立ち上げられた。放射冷暖房効果の可視化を目指し、国土交通省のWEB計算プログラムの組込みを目標とする。
現会長の東京都市大学名誉教授宿谷昌則には、「面白い温熱環境・温もり・涼しさの創出と放射エクセルギー」や「放調のすすめ–エクセルギー研究が明らかにしてきたことから」といった論文がある。

### 技術委員会の活動
- 性能試験方法の標準化 - 暖冷房放射パネルにおける冷房能力(出力)、試験方法の検討、評価、確立し、2021年度までの業界規格化を目指す。
- 施工認定制度の確立 - 施工事例及び施工に伴う不具合事例などの情報収集を行い、施工ガイドライン作成の準備を行う。

としている。

### 広報委員会の活動
- 広報ツール(協会ホームページ、カタログ等)の作成[3]。
- 業界向けリーフレット作成、運営委員会の立上げ[3]。

## 事業内容
- 放射暖冷房システムの性能評価方法の標準化
- 快適性・省エネ性の評価手法の確立
- 放射暖冷房システムに関する国内外の情報交換及び調査
- 放射暖冷房システムの施工認定制度の確立
- 放射暖冷房システムに関する各種政策提案
- 放射暖冷房システムの品質向上と普及促進
- その他前各号に関連して行う事業

## 沿革
- 2019年 - 7月1日、設立[7]。
- 2021年 - 
  - IBEC放射冷暖房システムの性能評価のSTG立ち上げ。
  - WEB計算プログラムVer.3公開[3]。
  - 放射暖冷房の快適性についてYouTubeにて事例紹介開始[3]。
  - 6月23日開催の宿谷昌則会長就任記念講演会開催[8]。
- 2022年
  - 2月14日、（公社）空気調和・衛生工学会 北海道支部 2021年度セミナー 「放射を利用した快適な温熱環境とは」において、宿谷昌則会長と河上大地理事が講演を行う[8]。
  - 『月刊リフォーム』2022年6月号に会長および理事が記事を寄稿。
  - 日本規格協会JIS原案作成公募制度利用[3]。
  - 「放射冷房の快適性」をテーマとしてWEB展示会へ出展[3]。
  - 一般及び業界向けの放射暖冷房の体感会開始[3]。

- 2024年
  - 2月9日、宿谷会長が『建築技術』1月号に記事「面白い温熱環境・温もり・涼しさの創出と放射エクセルギー」を寄稿[5]。

## 会員

### 正会員
- 旭イノベックス株式会社
- 株式会社エコミナミ
- 協立エアテック株式会社
- 株式会社 三葉製作所
- 株式会社テスク

### 準会員
- 株式会社コロナ
- 株式会社 長府製作所

### 特別会員
- 東京電力エナジーパートナー株式会社
- 地方独立行政法人 北海道総合研究機構

## 参考記事
- 朝日新聞（2023年1月3日27面）「気候危機と住まい - 適温で暮らしたい2⃣」（同協会理事城田俊男への取材記事）